# Josypiwka (rejon korosteński)
Josypiwka (ukr. Йосипівка) – wieś na Ukrainie, w obwodzie żytomierskim, w rejonie korosteńskim. W 2001 liczyła 473 mieszkańców, wśród których 465 jako ojczysty język wskazało ukraiński, 5 rosyjski, a 3 białoruski.
W pobliżu znajdują się przystanki kolejowe Josypiwka i 130 km, położone na linii Kijów – Korosteń – Kowel.